# Сабсаби, Зияд Мухамедович
Зияд Мухамедович Сабсаби (араб. زياد ﺳﺒﺴﺒﻲ‎; род. 1 февраля 1964, Алеппо, Сирия) — российский политический деятель, полномочный представитель Чеченской Республики при Президенте России.

## Биография
Зияд Мухамедович Сабсаби родился в 1964 году в сирийском городе Алеппо. Окончил Дамасский университет и факультет международной журналистики Ленинградского государственного университета. В Чечню приехал в 1989, в 1991 году получил российское гражданство.
- В 1991—1994 работал в Министерстве иностранных дел Чеченской Республики Ичкерия, возглавлял отдел по внешним связям.
- В 1994—1997 занимался предпринимательской деятельностью.
- В 1997 году вернулся в структуры власти Чеченской Республики Ичкерия, занимал должность советника по внешним связям муфтия Чечни, позже — главы администрации Чечни Ахмата Кадырова, работал в отделе по внешним связям московского представительства Чеченской Республики.
- В октябре 2003 был назначен руководителем Аппарата Президента и Правительства Чечни, в ноябре того же года — вице-премьером — руководителем Аппарата Президента и Правительства Чечни.
- В апреле 2004 года вице-премьерские посты в Правительстве Чечни были упразднены, но уже в мае указом Рамзана Кадырова Зияду Сабсаби вместе с рядом чиновников был возвращён вице-премьерский статус.
- В декабре 2007 баллотировался на выборах в Государственную думу V созыва от Чеченской Республики[3].

С 2008 года — член Совета Федерации от законодательного органа государственной власти Чеченской Республики.
6 ноября 2019 года Совет Федерации досрочно прекратил полномочия Сабсаби по его просьбе.

## Деятельность
По данным СМИ, Сабсаби выполнял роль представителя Рамзана Кадырова в странах Ближнего Востока и Северной Африки. Кадыров привлекал его для участия в налаживании связей с арабскими странами, так он активно занимался работой по вывозу российских граждан из стран конфликта в Сирии и Ираке.

## Награды
- Медаль «Памяти Ахмат—Хаджи Кадырова, первого Президента Чеченской Республики» (23 марта 2020) — за многолетнюю безупречную работу, значительный вклад в становление конституционного стоя Чеченской Республики